# Odontia oleifera
Odontia oleifera är en svampart som beskrevs av G. Cunn. 1959. Odontia oleifera ingår i släktet Odontia och familjen Meruliaceae.   Inga underarter finns listade i Catalogue of Life.